# Jean Réginensi
Jean Réginensi, né le 17 mai 1898 à Tox (en corse : Tocchisu) en Haute-Corse et mort en service aérien commandé le 12 juin 1944 à El Aouina (Tunisie), était un aviateur français.

## Biographie
Il était camarade de Jacques Fickinger avec lequel il se tue accidentellement lors d'une mission de liaison entre Boufarik et la Corse le 12 juin 1944.

## Distinctions
- Chevalier de la Légion d'honneur[1],[2] (décret du 11 juin 1929)[3]
- Officier de la Légion d'honneur (décret du 24 janvier 1935)[3]
- Médaille militaire (23 octobre 1920)[3]
- Croix de guerre 1914-1918 avec 1 citation[3]
- Croix de guerre des Théâtres d'opérations extérieurs[3]
- Médaille du Levant[3]
- Officier de l'Ordre du Nichan el Anouar[3]
- Officier de l'Ordre de l'Étoile d'Anjouan et Comores[3]
- Officier de l'Ordre du Bénin[3]
- Officier de l'Ordre du Ouissam alaouite[3]
- Officier de l'Ordre du Nichan Iftikhar[3]
- Officier de l'Ordre royal du Cambodge[3]
- Chevalier de l'Ordre du Dragon d'Annam[3]